# Edingtonita
L'edingtonita és un mineral de la classe dels silicats. Dins de les silicats pertany al grup de les zeolites i al subgrup de l'edingtonita. Rep el seu nom del col·leccionista de minerals escocès James Edington (1787-1844).

## Característiques
És una zeolita de color blanc, gris, marró, color, rosa o groc. La seva fórmula química és BaAl₂Si₃O10·4H₂O. També se la coneix amb els noms antiëdrita i tetraedingtonita.
La majoria d'edingtonites són ortoròmbiques (grup espacial P212121), mentre que algunes són tetragonals (grup espacial P-421m) i anomenades 'tetraedingtonites'. Les ortoròmbiques tenen ordre (Si, Al), mentre que les tetragonals es caracteritzen per un desordre (Si, Al), augmentant la simetria a causa d'aquest desordre.
La localitat tipus d'aquesta espècie és Kilpatrick Hills, Strathclyde, Escòcia.